# Eco Parco di Bakhawan
L'Eco Parco di Bakhawan (in inglese: Bakhawan Eco-Park & Research Centre) è una riserva naturale che si estende su 220 ettari nei pressi della città di Kalibo, nella provincia di Aklan nell'estrema parte nord occidentale dell'isola di Panay nelle Filippine. Il parco è ricavato in un'area di foresta pluviale caratterizzata dalla massiccia presenza di mangrovie che si affaccia sul Mar di Sibuyan.

## Storia
La creazione della riserva comincia nel 1990 ad opera della Kalibo Save The Mangroves Association (KASAMA) che, con il patrocinio del Department of Environment and Natural Resources  e l'appoggio dell'amministrazione di Kalibo, trasforma la costa fangosa del quartiere Barangay New Buswang in un sito di riforestazione dedicato al mantenimento delle mangrovie come barriera naturale contro le frequenti inondazioni tipiche di quelle aree durante la stagione dei monsoni e dei tifoni.
Il parco, che prende il nome dalla parola in lingua locale Bakhawan, che significa mangrovia, è considerato uno dei migliori esempi di riforestazione litoranea nelle Filippine ed è mantenuto e promosso dall'associazione Kalibo Save the Mangroves Association (Associazione di Kalibo "Salvare le mangrovie").
L'area della riserva, a cui si accede dalla periferia di Kalibo, occupa una vasta striscia di foresta pluviale fra il litorale e il Mar di Sibuyan a cui si giunge attraverso una lunga passerella sospesa costruita in bambù che, attraversando un emissario del fiume Aklan, si snoda attraverso il parco per una lunghezza di 1,3 chilometri. È luogo di svago e punto di incontro per studenti, ricercatori e studiosi della città di Kalibo.

## Nuove attività
Dopo il catastrofico passaggio del tifone Yolanda che, nel novembre 2013, ha spazzato l'intera regione delle Filippine producendo gravi danni anche nella provincia di Aklan e nella città di Kalibo, nel febbraio 2014 le autorità locali con la collaborazione dell'Economic Enterprise Development Department (EEDD) hanno innestato ottomila nuovi propaguli di mangrovia forniti dal Dipartimento dell'Ambiente e delle Risorse Naturali (DENR) all'interno di un'area di 2 ettari del Parco; il tifone abbattutosi su Kalibo avrebbe infatti provocato la distruzione o lo sradicamento di circa il 10% delle mangrovie presenti nel Parco. L'iniziativa di propagazione di nuove piante di mangrovia è tesa a mitigare, seppur localmente, i mutamenti climatici in atto anche in quell'area rinforzando inoltre le difese della costa con la presenza di un maggior numero di piante per un ritorno alla primitiva massiccia presenza di mangrovie nella zona di Kalibo.

## Galleria d'immagini

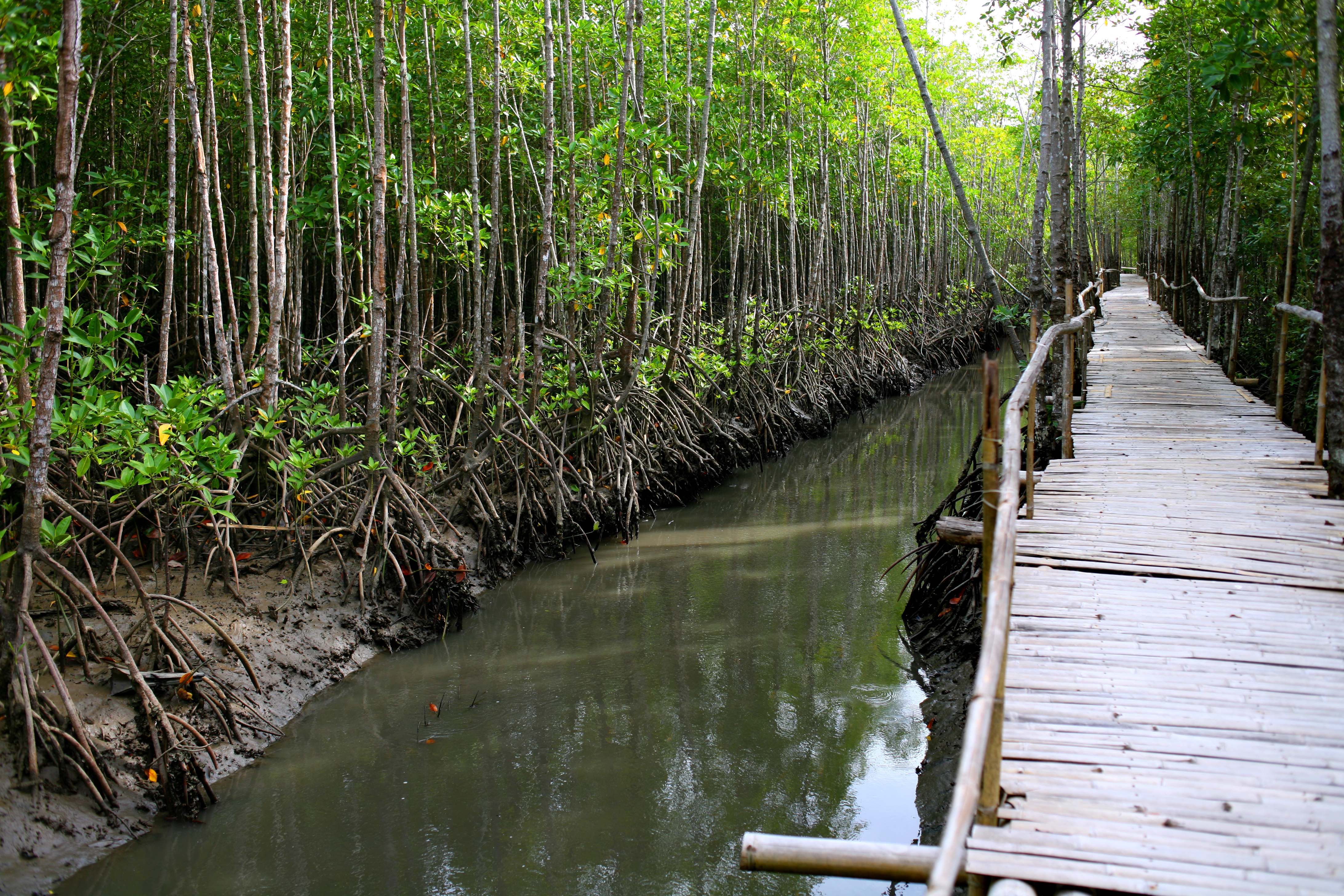
Mangrovie lungo un canale.
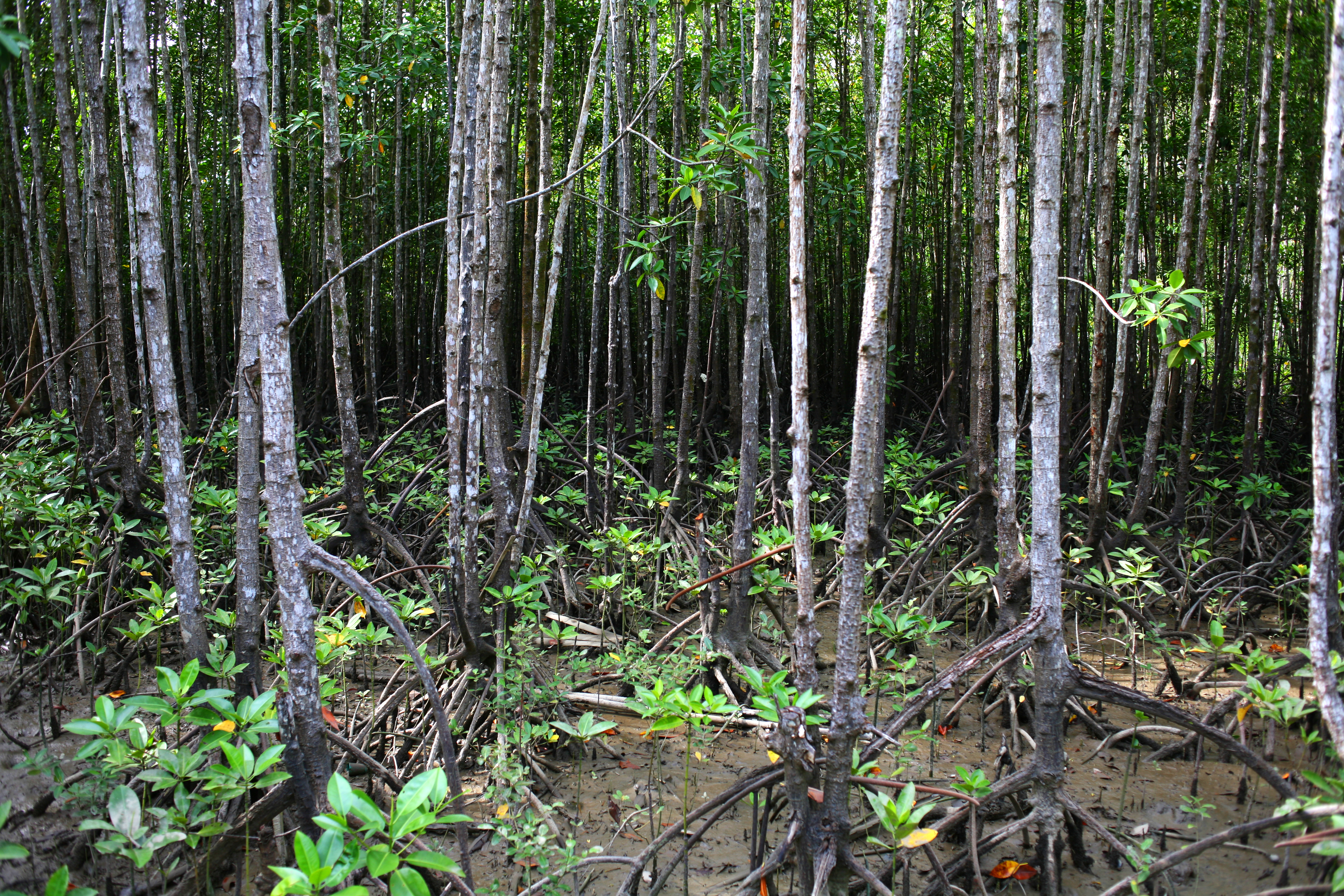
Le mangrovie del parco.